# Monte Epomeo
Monte Epomeo je nejvyšší hora italského ostrova Ischia. Měří 787 metrů. Leží ve středu ostrova a z jejího vrcholu je velmi dobrý výhled na převážnou část ostrova i na Neapolský záliv a Flegrejská pole. Nejvhodnějším východiskem pro pěší výstup na vrchol je obec Fontana (Ischia).

## Jméno
Název Epomeo pochází již od starověkých Řeků a znamená „rozhlížet se“. Vyjadřuje tak široký, téměř ničím nerušený, rozhled po celém ostrově. Pod vrcholem hory je vytesán do skály kostel San Nicola.